# Collegio uninominale Emilia-Romagna - 11 (2017)
Il collegio elettorale uninominale Emilia-Romagna - 11 è stato un collegio elettorale uninominale della Repubblica Italiana per l'elezione della Camera dei deputati tra il 2017 ed il 2022.

## Territorio
Come previsto dalla legge elettorale italiana del 2017, il collegio era stato definito tramite decreto legislativo all'interno della circoscrizione Emilia-Romagna.
Era formato dal territorio di 37 comuni: Albinea, Bagnolo in Piano, Baiso, Bibbiano, Boretto, Brescello, Cadelbosco di Sopra, Campagnola Emilia, Campegine, Canossa, Carpineti, Casalgrande, Casina, Castellarano, Castelnovo di Sotto, Castelnovo ne' Monti, Fabbrico, Gattatico, Gualtieri, Guastalla, Luzzara, Montecchio Emilia, Novellara, Poviglio, Quattro Castella, Reggiolo, Rio Saliceto, Rolo, San Polo d'Enza, Sant'Ilario d'Enza, Scandiano, Toano, Ventasso, Vetto, Vezzano sul Crostolo, Viano e Villa Minozzo.
Il collegio era quindi interamente compreso nella provincia di Reggio Emilia.
Il collegio era parte del collegio plurinominale Emilia-Romagna - 04.

## Eletti
| Elezione | Elezione | Deputato          | Partito             |
| -------- | -------- | ----------------- | ------------------- |
|          | 2018     | Antonella Incerti | Partito Democratico |

## Dati elettorali

### XVIII legislatura
Come previsto dalla legge elettorale, 232 deputati erano eletti con sistema a maggioranza relativa in altrettanti collegi uninominali a turno unico.
| Candidati              | Candidati                   | Voti    | %     | Liste                           | Voti    | %     |
| ---------------------- | --------------------------- | ------- | ----- | ------------------------------- | ------- | ----- |
|                        | Antonella Incerti ✔️ Eletto | 54 975  | 31,69 | Partito Democratico             | 49 056  | 28,28 |
| +Europa                | Antonella Incerti ✔️ Eletto | 54 975  | 31,69 | 3 949                           | 2,28    |       |
| Italia Europa Insieme  | Antonella Incerti ✔️ Eletto | 54 975  | 31,69 | 1 213                           | 0,70    |       |
| Civica Popolare        | Antonella Incerti ✔️ Eletto | 54 975  | 31,69 | 757                             | 0,44    |       |
|                        | Rossella Ognibene           | 52 868  | 30,47 | Movimento 5 Stelle              | 52 868  | 30,47 |
|                        | Maura Catellani             | 51 225  | 29,53 | Lega                            | 29 933  | 17,25 |
| Forza Italia           | Maura Catellani             | 51 225  | 29,53 | 15 785                          | 9,10    |       |
| Fratelli d'Italia      | Maura Catellani             | 51 225  | 29,53 | 4 629                           | 2,67    |       |
| Noi con l'Italia - UDC | Maura Catellani             | 51 225  | 29,53 | 878                             | 0,51    |       |
|                        | Donatella Prati             | 7 150   | 4,12  | Liberi e Uguali                 | 7 150   | 4,12  |
|                        | Francesco Petrella          | 1 941   | 1,12  | Partito Comunista               | 1 941   | 1,12  |
|                        | Alberto Montelaghi          | 1 858   | 1,07  | Potere al Popolo!               | 1 858   | 1,07  |
|                        | Caterina Albicini           | 1 166   | 0,67  | Il Popolo della Famiglia        | 1 166   | 0,67  |
|                        | Andrea Trentini             | 986     | 0,57  | CasaPound                       | 986     | 0,57  |
|                        | Elisa Barbieri              | 769     | 0,44  | Italia agli Italiani            | 769     | 0,44  |
|                        | Nunziatina Castro           | 352     | 0,20  | Per una Sinistra Rivoluzionaria | 352     | 0,20  |
|                        | Marco Dallari               | 198     | 0,11  | PRI - ALA                       | 198     | 0,11  |
| Totale                 | Totale                      | 173 488 | 100   |                                 | 173 488 | 100   |
|                        |                             |         |       |                                 |         |       |
| Voti non validi        | Voti non validi             | 5 663   | 3,16  |                                 |         |       |
| Votanti                | Votanti                     | 179 151 | 79,35 |                                 |         |       |
| Elettori               | Elettori                    | 225 768 |       |                                 |         |       |